# 엘리샤 오우수
엘리샤 오우수(프랑스어: Elisha Owusu, 1997년 11월 7일 ~ )는 가나의 축구 선수로, 현재 리그 1의 클럽 오세르에서 뛰고 있다. 포지션은 미드필더이다.